# Bão Mitch
Bão Mitch là cơn bão mạnh nhất đồng thời là cơn bão gây thiệt hại nghiêm trọng nhất của mùa bão Bắc Đại Tây Dương 1998. Mitch là cơn bão nhiệt đới thứ 13, cuồng phong thứ 9, và bão lớn thứ ba của mùa bão Đại Tây Dương năm đó. Mitch cùng với Georges là hai cơn bão đáng chú ý nhất trên Đại Tây Dương trong năm 1998. Tại thời điểm đó, Mitch là cơn bão mạnh nhất trên Đại Tây Dương từng quan trắc được trong tháng 10, dù vậy kỷ lục này về sau đã bị bão Wilma phá vỡ vào năm 2005. Ngoài ra, Mitch còn là cơn bão Đại Tây Dương mạnh thứ 7 từng được ghi nhận.
Cơn bão hình thành trên vùng biển Tây Caribe vào ngày 22 tháng 10 năm 1998. Sau một thời gian tồn tại ở một khu vực có những điều kiện hết sức thuận lợi, Mitch mạnh lên rất nhanh đến cường độ tối đa là một cơn bão cấp 5, cấp cao nhất trong thang bão Saffir–Simpson. Tiếp theo Mitch di chuyển theo hướng tây nam, suy yếu và đổ bộ Honduras với cường độ bão cấp 1. Quãng thời gian sau cơn bão trôi dạt trên đất liền Trung Mỹ, tái hình thành trên vịnh Campeche, rồi tấn công Florida với cường độ bão nhiệt đới mạnh.
Trong khoảng thời gian từ ngày 29 tháng 10 đến ngày 3 tháng 11, do tốc độ di chuyển chậm, bão Mitch đã trút một lượng mưa lịch sử xuống Honduras, Guatemala, và Nicaragua. Theo các báo cáo không chính thức, giá trị tổng lượng mưa lên tới 75 inch (1.900 mm). Số người chết do lũ lụt thảm khốc đã khiến Mitch trở thành cơn bão Đại Tây Dương chết chóc thứ hai trong lịch sử. Đến thời điểm cuối năm 1998, theo ghi nhận có tới gần 11.000 người thiệt mạng và 11.000 người khác mất tích; bên cạnh đó là khoảng 2,7 triệu người mất nhà cửa do bão. Lũ lụt gây thiệt hại vật chất cực kỳ nghiêm trọng, ước tính lên tới hơn 6 tỷ USD (trị giá năm 1998).

## Lịch sử khí tượng

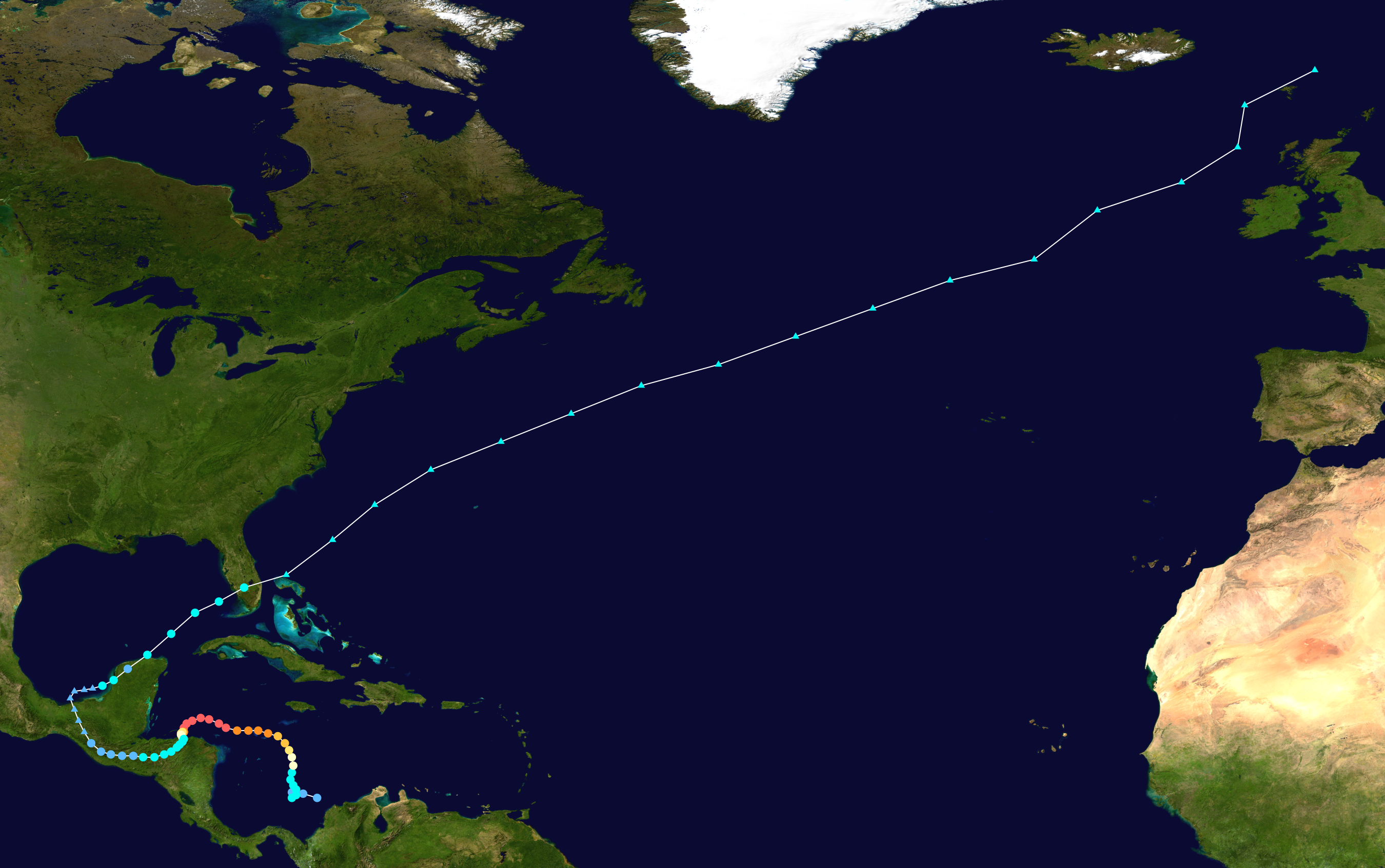
Bản đồ mô tả quỹ đạo và cường độ của Mitch theo thang gió bão Saffir–Simpson

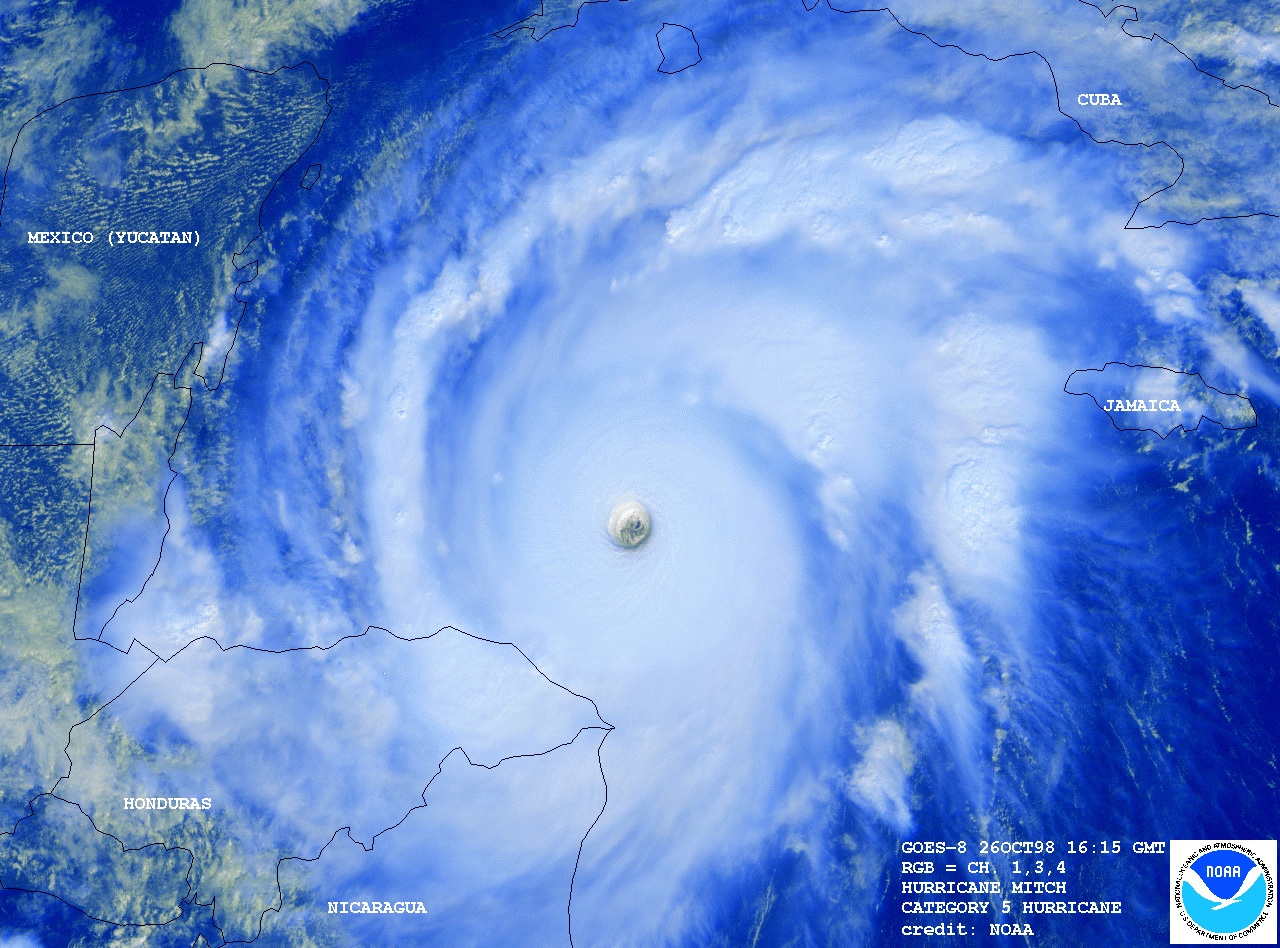
Mitch trong ngày 26 tháng 10 với sức gió duy trì một phút 180 dặm/giờ, cuồng phong cấp 5

Mitch khi là một cơn bão nhiệt đới bất tổ chức trên vịnh Mexico

Áp thấp nhiệt đới mười ba (Thirteen) hình thành vào ngày 22 tháng 10 trên vùng biển Tây Nam Caribe từ một sóng nhiệt đới mà trước đó đã di chuyển ra khỏi lục địa châu Phi trong ngày 10 tháng 10. Vào quãng thời gian áp thấp nhiệt đới thực hiện một vòng lặp nhỏ trong quỹ đạo, nó đã mạnh lên thành bão nhiệt đới Mitch. Tiếp theo, một điểm yếu trong hệ thống áp cao đã cho phép cơn bão di chuyển chậm lên phía bắc. Sau khi trở nên bất tổ chức do đứt gió có nguồn gốc từ một vùng thấp trên tầng cao, Mitch đã mạnh lên nhanh chóng nhờ những điều kiện thuận lợi bao gồm nhiệt độ nước biển ấm và dòng thổi ra mạnh. Vào ngày 24 Mitch mạnh lên thành một cơn [bão] cuồng phong đồng thời nó cũng đã phát triển ra một con mắt. Sau khi chuyển hướng tây, Mitch tăng cường mãnh liệt, ban đầu là thành một cơn bão lớn vào ngày 25 tháng 10, rồi tiếp đến là một cơn bão cấp 5 trong thang bão Saffir-Simpson vào ngày hôm sau.
Lúc mạnh nhất, Mitch đạt sức gió duy trì 180 dặm/giờ (285 km/giờ) tại địa điểm ngoài khơi vùng duyên hải miền Bắc Honduras. Các phi đội săn bão (Hurricane Hunter) đã báo cáo một giá trị áp suất khí quyển tối thiểu 905 mbar (26,7 inHg), đây là trị số áp suất thấp nhất trong tháng 10 và thấp thứ 4 từng ghi nhận trong một cơn bão Đại Tây Dương tại thời điểm đó. Ban đầu Trung tâm bão quốc gia Hoa Kỳ (NHC) và các mô hình dự báo xoáy thuận nhiệt đới nhận định cơn bão sẽ chuyển hướng bắc, đe dọa bán đảo Yucatán. Tuy nhiên thay vào đó, Mitch đã chuyển hướng nam do một áp cao không quan trắc thấy lúc cơn bão hoạt động. Việc tương tác với đất liền đã dẫn tới sự suy yếu, và cơn bão đổ bộ vào Hoduras trong ngày 29 tháng 10 với sức gió 80 dặm/giờ (130 km/giờ). Tiếp theo, Mitch suy yếu dần khi chuyển hướng tây trên đất liền đồng thời duy trì phần đối lưu sâu ở ngoài đại dương. Sau khi di chuyển qua khu vực địa hình núi ở Trung Mỹ, hoàn lưu bề mặt của Mitch tan biến trong ngày 1 tháng 11. Ngày hôm sau, những tàn dư của cơn bão tiến vào vịnh Mexico và tái tổ chức thành một cơn bão nhiệt đới trong ngày mùng 3. Tiếp đó Mitch tăng tốc về phía đông bắc, di chuyển qua bán đảo Yucatán trước khi tấn công vùng Tây Nam Florida vào ngày mùng 5. Không lâu sau, cơn bão chuyển đổi thành một xoáy thuận ngoại nhiệt đới và được NHC theo dõi đến ngày 9 tháng 11.

## Chuẩn bị
Để đối phó với cơn bão, chính phủ Honduras đã di tản khoảng 45.000 công dân ở tỉnh Islas de la Bahía và huy động mọi nguồn lực không quân và hải quân. Chính phủ Belize đã ban bố cảnh báo tía và yêu cầu những công dân còn ở các hòn đảo ngoài khơi nhanh chóng di dời vào trong đất liền. Vì cơn bão đe dọa tấn công vào địa điểm gần thành phố Belize với cường độ bão cấp 4, hầu hết cư dân thành phố đã được di tản trong nỗi lo hậu quả của cơn bão Hattie 37 năm trước sẽ lặp lại. Chính quyền Guatemala cũng ban bố cảnh báo tía và khuyên tàu thuyền nên ở lại cảng, nhắc nhở người dân có sự chuẩn bị hoặc đi tìm nơi trú ẩn và cảnh báo về nguy cơ nước sông tràn bờ. Tính đến thời điểm Mitch đổ bộ, đã có nhiều người ở dọc vùng duyên hải Tây Caribe được đưa đi di tản, bao gồm 100.000 người ở Honduras, 10.000 người ở Guatemala, và 20.000 người ở bang Quintana Roo, Mexico.

## Tác động
| Khu vực     | Số người thiệt mạng | Nguồn         | Tổn thất                                 | Nguồn         |
| ----------- | ------------------- | ------------- | ---------------------------------------- | ------------- |
| Belize      | 11                  | [ 8 ]         | $50 nghìn                                | [ 10 ]        |
| Costa Rica  | 7                   | [ 8 ]         | $92 triệu                                | [ 11 ]        |
| El Salvador | 240                 | [ 12 ]        | $400 triệu                               | [ 12 ]        |
| Guatemala   | 268                 | [ 13 ]        | $748 triệu                               | [ 13 ]        |
| Honduras    | 14.600              | [ 10 ] [ 14 ] | $3,8 tỷ                                  | [ 10 ] [ 15 ] |
| Jamaica     | 3                   | [ 8 ]         |                                          |               |
| Mexico      | 9                   | [ 8 ] [ 10 ]  | $1 triệu                                 | [ 10 ]        |
| Nicaragua   | 3.800               | [ 8 ]         | $1 tỷ                                    | [ 8 ]         |
| Panama      | 3                   | [ 8 ] [ 10 ]  | $50 nghìn                                | [ 10 ]        |
| Hoa Kỳ      | 2                   | [ 1 ]         | $40 triệu                                | [ 1 ]         |
| Ngoài khơi  | 31                  | [ 8 ]         | &-1-1-1-1-1-1-1-1-1-1-1-1-1-1-1-1.000000 |               |
| Tổng        | 18.974              | 18.974        | $6,08 tỷ                                 | $6,08 tỷ      |

Bão Mitch là cơn bão chết chóc nhất ở Đại Tây Dương kể từ cơn đại cuồng phong năm 1780, nó đã vượt qua cơn bão tại Galveston năm 1900 để trở thành cơn bão Đại Tây Dương gây tổn thất nhân mạng lớn thứ hai từng được ghi nhận. Đã có gần 11.000 trường hợp thiệt mạng được xác nhận, hơn 11.000 người được báo cáo mất tích. Hầu hết trường hợp thiệt mạng là do lũ lụt và lở đất tại Trung Mỹ, nơi mà cơn bão di chuyển chậm đã trút xuống một lượng mưa lên tới gần 36 inch (900 mm). Lũ lụt và lở đất đã làm hư hại hoặc phá hủy hàng chục ngàn ngôi nhà, tổng giá trị thiệt hại vật chất lên tới hơn 5 tỷ USD (trị giá năm 1998). Honduras và Nicaragua là hai quốc gia chịu tổn thất nặng nề nhất. Trước khi Mitch xuất hiện, cơn bão làm chết nhiều người nhất tại Trung Mỹ là bão Fiji năm 1974 với số nạn nhân thiệt mạng ước tính từ 8.000 đến 10.000 người.

### Honduras
Khi còn đang ở ngoài khơi vùng miền Bắc Honduras, bão Mitch đã di chuyển qua đảo Guanaja. Những đợt sóng cao đã làm xói mòi vùng ven biển miền Bắc và gây thiệt hại cho các phá. Hầu hết các công trình thủy lợi cung cấp nước trên quần đảo Vịnh đều hứng chịu thiệt hại. Gần như toàn bộ cây cối, thảm thực vật trên đảo Guanaja đã bị phá hủy sau hai ngày trải qua điều kiện gió mạnh vượt quá 120 dặm/giờ (200 km/giờ). Gió cũng khiến gần như toàn bộ cây cối ở rừng ngập mặn bị bật gốc hoặc gãy đổ. Ước tính cho rằng cơn bão đã tạo ra những con sóng có độ cao lên tới 44 ft (13 m).

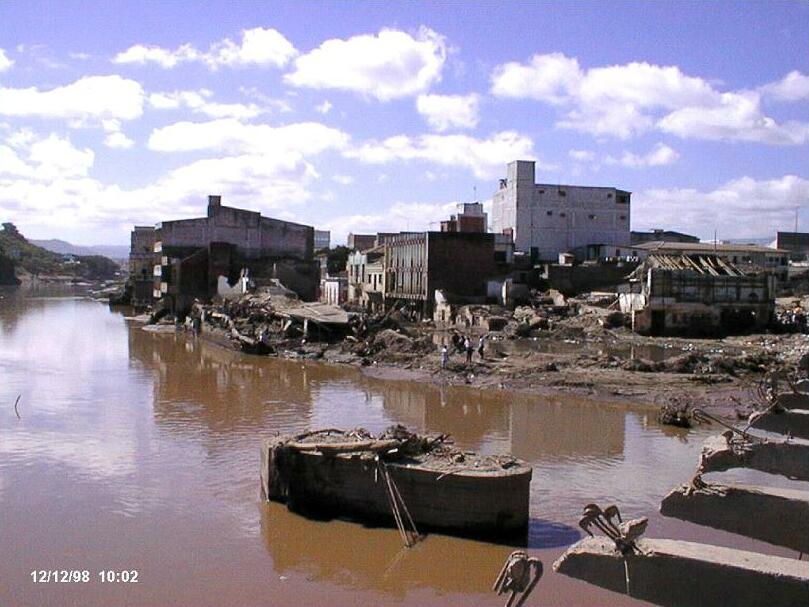
Thiệt hại tại Tegucigalpa do Mitch

Trong quãng thời gian vài ngày di chuyển chậm trên vùng biển ngoài khơi Honduras, bão Mitch đã hút hơi ẩm từ Thái Bình Dương và biển Caribe, tạo ra lượng mưa lớn vượt quá 12 inch (300 mm) một ngày. Tổng lượng mưa chính thức cao nhất là 36,5 inch (928 mm) tại Choluteca, tương đương hơn nửa giá trị lượng mưa trung bình năm tại khu vực này. Lượng mưa trong quãng thời gian 24 giờ ngày 31 tháng 10 đạt 18,37 inch (466,7 mm), gấp hơn hai lần kỷ lục cũ thiết lập năm 1985. Tổng lượng mưa không chính thức tại Trung Mỹ lên tới 75 inch (1.900 mm), với các máy đo mưa ở những vùng núi đã bị nước cuốn trôi. Mưa lớn đã khiến rất nhiều con sông tại quốc gia này tràn bờ "tới một mức độ chưa từng thấy trong thế kỷ 20" theo như mô tả của Liên Hiệp quốc. Nước mưa tập hợp tại những con sông gây lũ sông trên diện rộng. Độ sâu lớn nhất ghi nhận được là 41 ft (12,5 m) tại sông Ulúa gần Chinda, còn bề rộng sông lớn nhất ghi nhận được là 1.178 ft (359 m) tại Río Lean gần Arizona. Mưa còn gây lở bùn trên diện rộng ở khắp các vùng núi. Trong nội địa, đặc biệt là vùng miền Nam, mưa lớn tạo ra hàng trăm trận lở đất với mức độ vùi lấp đa phần là nông và khoảng 95% dưới dạng dòng chảy mảnh vụn. Tuy nhiên, hai trận đất chảy (earthflow) đã gây thiệt hại đáng kể tại khu vực gần Tegucigalpa.

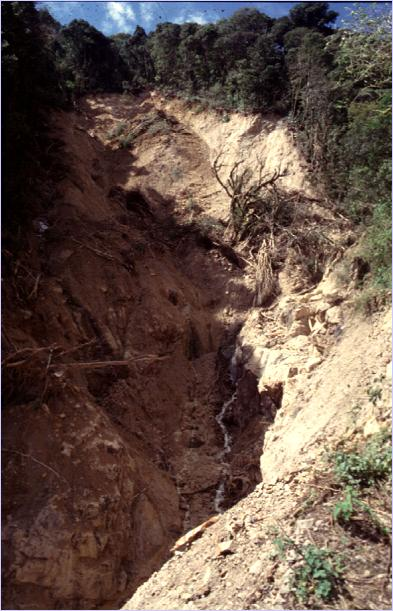
Lở bùn tại San Juancito, Honduras

Gần như toàn bộ người dân Honduras đều chịu ảnh hưởng từ cơn bão và tất cả 18 tỉnh của quốc gia này đều chịu tổn thất. Theo ước tính của Ủy ban Kinh tế Mỹ Latinh và Caribe thuộc Liên Hiệp quốc, Mitch đã gây ra tình trạng lũ lụt tồi tệ nhất trong thế kỷ 20 tại Honduras. Cũng theo ước tính thì khoảng 70 đến 80% mạng lưới giao thông đã bị phá hủy, bao gồm hầu hết các cây cầu và đường trục cấp hai, giá trị tổn thất là 236 triệu USD. Bão Mitch gây tình trạng mất điện trên diện rộng sau khi làm hư hại hơn 239 dặm (385 km) đường dây và một vài nhà máy điện. Có tới khoảng 70% người dân Honduras mất khả năng tiếp cận với nguồn nước sạch sau bão, dù cho trước đó nhiều vùng nông thôn đã quen với tình trạng thiếu nước. Tổng thiệt hại đến hệ thống giao thông vận tải, thông tin liên lạc, các tiện ích, bao gồm điện, nước, ước tính khoảng 665 triệu USD.
Dọc theo sông Choluteca, mực nước cao tới hơn 33 ft (10 m) vượt bờ đã tác động tới thủ đô Tegucigalpa. Lũ làm hư hại một phần ba số tòa nhà, trong đó có cả một số công trình hơn 350 năm tuổi. Trên toàn Honduras, ngành nông nghiệp chịu thiệt hại nghiêm trọng. Các ước tính ban đầu nhận định 70% mùa màng đã bị phá hủy. Khoảng 50.000 giống bò và 60% số điểu cầm bị chết. Tổng giá trị thiệt hại về cây trồng và nông nghiệp vào khoảng 1 tỷ USD, khiến cho đất nước này phải mất vài năm để có thể hồi phục. Quỹ xã hội về nhà ở của Honduras ước tính có khoảng 35.000 ngôi nhà trên toàn đất nước bị phá hủy, 50.000 ngôi nhà khác bị hư hại, điều này làm cho 1,5 triệu người – khoảng 20% tổng số dân – trở nên vô gia cư. Đây là con số nạn nhân lớn nhất do thiên tai trong lịch sử Honduras. Tổng cộng tại Honduras, bão Mitch đã làm 7.000 người chết và thiệt hại vật chất ước đạt 52.345.000.000 lempira (3,8 tỷ USD) trong đó thiệt hại trực tiếp là 2,005 tỷ và phần còn lại là chi phí gián tiếp, tương đương khoảng 70% giá trị tổng sản phẩm nội địa (GDP) hàng năm của quốc gia này.

### Nicaragua

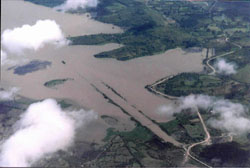
Ngập lụt ở hồ Managua sau bão

Mặc dù không di chuyển vào lãnh thổ Nicaragua, tuy nhiên hoàn lưu rộng lớn của Mitch đã gây mưa trên diện rộng với lượng ước tính vượt quá 50 inch (1.300 mm). Một số vùng ven biển nhận lượng mưa lên tới 25 inch (630 mm). Mưa quá lớn khiến cho bề mặt sườn núi lửa Casita trôi sụp tạo thành một dòng bùn núi lửa. Lở bùn cuối cùng bao phủ một diện tích chừng 50 dặm² (128 km²).
Khoảng hai triệu người dân Nicaragua đã phải hứng chịu tác động trực tiếp từ cơn bão. Tính trên toàn Nicaragua, mưa lớn do Mitch đã làm hư hại 17.600 ngôi nhà, phá hủy 23.900 ngôi nhà khác và khiến 368.000 người phải dời bỏ nơi ở. Có 340 trường học và 90 trung tâm y tế bị phá hủy hoặc hư hại nghiêm trọng. Các hệ thống xử lý nước thải và tiểu khu điện lực cũng chịu thiệt hại nặng. Tổng giá trị tổn thất về cơ sở hạ tầng vượt quá 300 triệu USD (USD 1998).

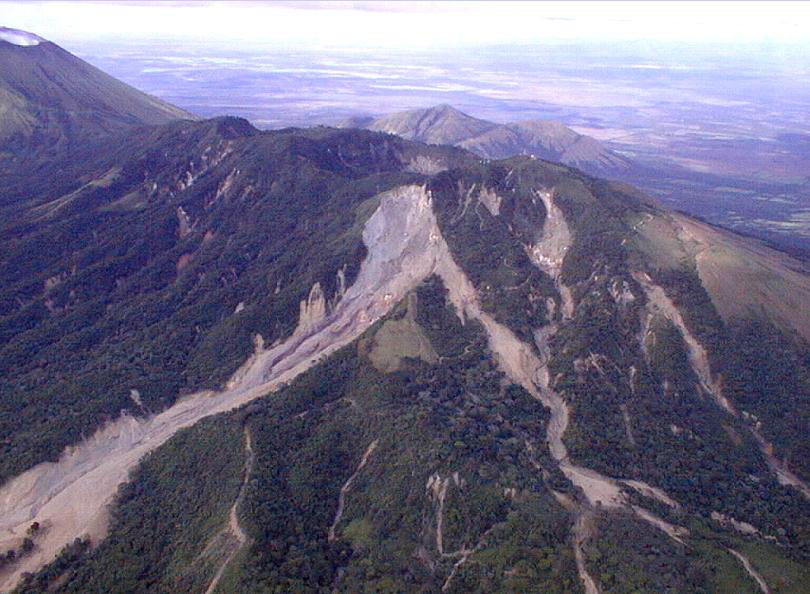
Núi lửa Casita ở Tây Nicaragua sau trận lở bùn đất chết chóc

Hoạt động giao thông vận tải cũng chịu tác động to lớn từ cơn bão. Mưa đã vô hiệu hóa 70% số con đường, phá hủy và làm hư hại nặng 92 cây cầu. Hơn 1.700 dặm (2.700 km) đường cao tốc hoặc đường nhánh đòi hỏi cần thay thế sau bão, đặc biệt ở vùng miền Bắc và dọc theo các phần của tuyến Xa lộ xuyên Mỹ. Ngành chăn nuôi hứng chịu những mất mát nghiêm trọng, trong đó có 50.000 con vật nuôi bị chết, đa phần là trâu bò; ngành nông nghiệp và thủy sản cũng chịu tác động lớn. Tổng thiệt hại về nông nghiệp, thủy sản và chăn nuôi ước đạt 185 triệu USD (USD 1998).
Một vấn đề nảy sinh khiến tình hình trở nên thêm phức tạp. Theo tính toán có khoảng 75.000 quả mìn còn sót lại từ cuộc nổi dậy của Contra hồi thập niên 1980 bị nước lũ nhổ lên và vận chuyển đi các nơi khác.
Tổng cộng tại Nicaragua, bão Mitch đã khiến ít nhất 3.800 người thiệt mạng, trong đó 2.000 trường hợp xảy ra ở thành phố El Provenir và Rolando Rodriguez do lở đất ở ngọn núi lửa Casita, và khoảng 500.000 đến 800.000 người mất nhà cửa. Có ít nhất bốn ngôi làng bị chôn vùi hoàn toàn trong vài foot bùn. Tổng thiệt hại vật chất ước đạt 1 tỷ USD (USD 1998).

### Biển Caribe
Bão Mitch là nguyên nhân khiến chiếc thuyền buồm Fantome cùng toàn bộ thủy thủ đoàn mất tích. Câu chuyện đã được Jim Carrier tường thuật trong cuốn sách The Ship and The Storm. Nằm ở một địa điểm gần tâm bão, Fantome đã phải hứng chịu những con sóng cao tới 50 ft (15 m) cùng những cơn gió đạt vận tốc hơn 100 dặm/giờ (160 km/giờ), dẫn tới hậu quả là thuyền bị chìm ở vùng biển ngoài khơi Honduras.
Ở vùng biển phía nam Cuba, cơn bão tạo ra những đợt sóng có độ cao 13 ft (4 m) và gió giật với vận tốc tối đa 42 dặm/giờ (67 km/giờ), buộc nhiều công nhân và du khách trên đảo Youth và Cayo Largo del Sur phải di tản tới những địa điểm an toàn hơn.
Tại Jamaica, Mitch gây ra mưa vừa và gió mạnh trong vài ngày. Vùng miền Tây Jamaica chịu tác động từ những con sóng lớn có độ cao không chính thức ước chừng 7 ft (2 m). Những dải mưa phía ngoài của cơn bão tạo ra mưa lớn vào một số thời điểm đã khiến nhiều tuyến đường trên đảo bị lụt và ngập tràn những mảnh vụn. Tại thị trấn Tây Ban Nha, bốn người đã trở nên vô gia cư sau khi một ngôi nhà bị sập do lũ. Bên cạnh đó là nhiều ngôi nhà và tòa nhà khác bị ngập lụt buộc nhiều người phải di dời. Ở vùng Đông Bắc Jamaica có một con sông đã tràn bờ, trong khi mưa lớn trên khắp các vùng núi của nước này đã gây nên hàng loạt trận lở đất. Tổng cộng, bão Mitch làm ba người thiệt mạng tại Jamaica.
Tại quần đảo Cayman, cơn bão gây sóng cao, gió lớn và mưa to vào một số thời điểm. Thiệt hại là khá nhỏ, một phần tới từ những cánh cửa số bị thổi bay và xói mòn bờ biển. Sóng to đã làm hư hại hoặc phá hủy nhiều bến tàu ở vùng bờ biển phía nam quần đảo đồng thời đánh chìm một chiếc tàu lặn tại địa điểm gần Grand Cayman. Ngoài ra hàng loạt chuyến bay đến và đi ở khu vực này cũng bị hủy bỏ do bão.

### Phần còn lại của Trung Mỹ
| Hạng                                                         | Bão                 | Mùa bão | Số người chết  |
| ------------------------------------------------------------ | ------------------- | ------- | -------------- |
| 1                                                            | "Great Hurricane"   | 1780    | 22.000+        |
| 2                                                            | Mitch               | 1998    | 19.325+        |
| 3                                                            | "Galveston"         | 1900    | 8.000 – 12.000 |
| 4                                                            | Fifi                | 1974    | 8.000 – 10.000 |
| 5                                                            | "Cộng hòa Dominica" | 1930    | 2.000 – 8.000  |
| 6                                                            | Flora               | 1963    | 7.186 – 8.000  |
| 7                                                            | "Pointe-à-Pitre"    | 1776    | 6.000+         |
| 8                                                            | "Newfoundland"      | 1775    | 4.000 – 4.163  |
| 9                                                            | "Okeechobee"        | 1928    | 4.075+         |
| 10                                                           | "Monterrey"         | 1909    | 4.000          |
| Xem thêm: Danh sách các cơn bão Đại Tây Dương chết chóc nhất |                     |         |                |

Với một hoàn lưu rộng, bão Mitch đã trút một lượng mưa lớn xuống những khu vực xa về phía nam tới Panama, đặc biệt là tại các tỉnh Darién và Chiriquí. Lũ đã cuốn trôi một số tuyến đường và cây cầu, đồng thời làm hư hại nhiều nhà cửa và trường học khiến hàng ngàn người mất chỗ ở. Có ba trường hợp thiệt mạng do bão tại Panama.
Tại Costa Rica, Mitch trút xuống những cơn mưa lớn dẫn tới lũ quét và sạt lở đất trên khắp đất nước này, đa số tập trung ở vùng Đông Bắc. Cơn bão tác động đến 2.135 ngôi nhà ở những mức độ khác nhau, trong đó có 241 ngôi nhà bị phá hủy; hậu quả là 4.000 bị mất nhà cửa. Tính trên toàn Costa Rica, mưa và lở đất đã làm ảnh hưởng đến 126 cây cầu và 800 dặm (1.300 km) đường bộ, trong đó thiệt hại tập trung ở tuyến Xa lộ Liên Mỹ châu. Mitch tác động đến 115 dặm² (300 km²) diện tích hoa màu, gây tổn hại đến sản lượng vụ mùa xuất khẩu và nội địa. Tổng cộng tại Costa Rica, bão Mitch làm 7 người chết và thiệt hại là 92 triệu USD (USD 1998).
Trong quãng thời gian trôi dạt trên đất liền El Salvador, bão Mitch đã trút xuống một lượng mưa khổng lồ, hậu quả dẫn tới lũ quét và sạt lở đất trên khắp đất nước. Hàng loạt con sông, trong đó có Río Grande de San Miguel và Lempa, bị tràn bờ. Lũ lụt làm hư hại hơn 10.000 ngôi nhà, khiến 84.000 người mất nhà cửa và buộc 500.000 người phải di tản đi nơi khác. Tổn thất mùa màng là to lớn khi mà lũ lụt nghiêm trọng xảy ra trên một diện tích 386 dặm² (1.000 km²) đồng cỏ và đất trồng trọt. Lũ đã làm mất mát 37% sản lượng đậu, 19% sản lượng ngô, và 20% sản lượng mía đường. Ngành chăn nuôi cũng chịu tổn thất nặng nề với 10.000 con gia súc bị chết. Tổng giá trị thiệt hại về nông nghiệp và chăn nuôi là 154 triệu USD (USD 1998). Ngoài ra lũ còn phá hủy hai cây cầu và làm hư hại 1.200 dặm (1.900 km) đường không trải nhựa. Tổng thiệt hại do bão tại El Salvador đạt mức 400 triệu USD (USD 1998), cùng với đó là 240 trường hợp thiệt mạng.
Cũng như những khu vực khác của Trung Mỹ, Guatemala đã phải hứng chịu những trận lở đất và lũ lụt nghiêm trọng do Mitch. Lũ đã phá hủy 6.000 ngôi nhà, làm hư hại 20.000 ngôi nhà khác, khiến 730.000 người mất nhà cửa và buộc 100.000 người phải đi di tản. Ngoài ra, lũ còn phá hủy 27 trường học và làm hư hại 286 ngôi trường khác, 175 trong số đó bị hư hại nghiêm trọng. Lũ lụt gây tổn thất to lớn tới mùa màng, trong khi lở đất phá hủy các vùng diện tích đất trồng trọt. Cà chua, chuối, ngô, các loại rau, và đậu là những loại cây trồng chịu tác động nghiêm trọng nhất về mặt sản lượng phục vụ tiêu thụ trong nội địa; với tổng giá trị thiệt hại đạt 48 triệu USD (USD 1998). Các mặt hàng nông sản xuất khẩu như chuối và cà phê cũng chịu tổn thất lớn với giá trị ước tính 325 triệu USD (USD 1998). Tổng thiệt hại đến các đồn điền và đất đai là 121 triệu USD (USD 1998). Tình trên toàn Guatemala, lũ lụt đã phá hủy 37 cây cầu, làm hư hại hoặc phá hủy 840 dặm (1.350 km) đường bộ, trong đó có gần 400 dặm (640 km) là thuộc các xa lộ lớn. Tổng thiệt hại do bão Mitch gây ra tại đây là 748 triệu USD (USD 1998), cùng với đó là 268 trường hợp thiệt mạng. Ngoài ra Mitch còn là nguyên nhân gián tiếp dẫn tới cái chết của 11 người khi một chiếc máy bay gặp tai nạn trong khoảng thời gian cơn bão hoành hành.
Tại Belize, tác động của cơn bão không nghiêm trọng như dự kiến ban đầu, dù vậy Mitch vẫn gây ra mưa lớn trên toàn quốc gia này. Mưa dù khiến nhiều con sông vượt đỉnh nhưng lại có lợi cho cây cối ở vùng núi. Lũ cũng đã gây thiệt hại mùa màng trên diện rộng và phá hủy nhiều con đường. Có 7 trường hợp thiệt mạng do bão được xác nhận tại Belize.

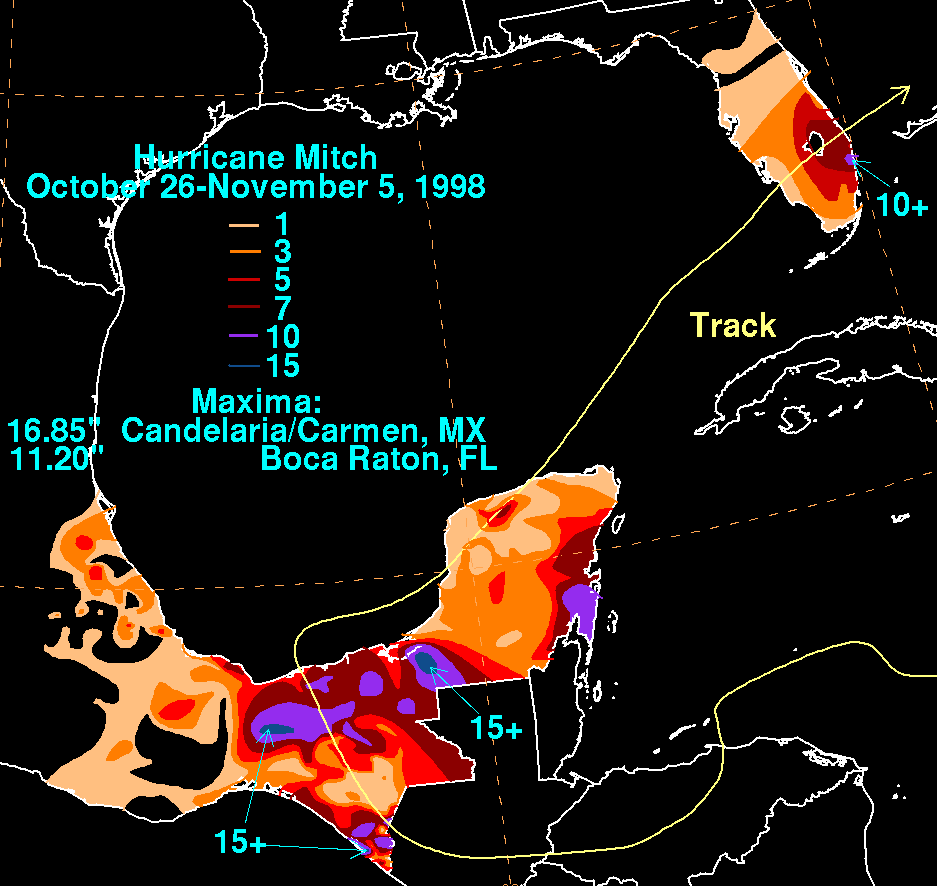
Tổng lượng mưa do Mitch gây ra tại Mexico và Florida

Tại Mexico, Mitch đem tới gió mạnh và mưa lớn cho bán đảo Yucatán. Thành phố Cancún nằm trên vùng duyên hải bang Quintana Roo chịu tác động nặng nề nhất. Đã có chín người chết do lũ, tuy nhiên thiệt hại vật chất là tương đối nhỏ. Tổng lượng mưa tối đa trong vòng 24 giờ là 13,4 inch (340 mm) tại Campeche, còn tổng lượng mưa tối đa theo ghi nhận là 16,85 inch (428 mm) ở Ciudad del Carmen.

### Florida và một số địa điểm khác
Khi là một cơn bão nhiệt đới, Mitch đã làm nước biển dâng cao 4 ft (1,2 m) tại vùng hạ Florida Keys trước khi đổ bộ vào vùng duyên hải Tây Florida. Tại Sân bay Quốc tế Key West đã có báo cáo về gió giật đạt vận tốc tối đa 55 dặm/giờ (89 km/giờ) và gió duy trì đạt 40 dặm/giờ (64 km/giờ); đây là báo cáo duy nhất về gió mạnh tương đương cấp độ bão nhiệt đới tại bang Florida. Ở ngoài khơi, tại ngọn hải đăng Fowey Rocks Light ghi nhận gió giật ở mức 73 dặm/giờ (117 km/giờ). Ngoài ra, Mitch còn gây mưa vừa với lượng tối đa là 7 inch tại thành phố Jupiter, Florida; dù một số ước tính nhận định tổng lượng mưa cục bộ lên tới 10 inch (250 mm). Bão cũng đã tạo ra năm cơn lốc xoáy ở bang Florida, trong đó cơn mạnh nhất đạt cấp F2.
Tại Florida Keys, bão Mitch đã san phẳng nhiều ngôi nhà mà trước đó không lâu từng bị bão Georges làm hư hại. Lốc xoáy do Mitch tạo ra cũng đã phá hủy hoặc làm hư hại 645 ngôi nhà và khiến 65 người bị thương. Gió mạnh khiến 100.000 người trải qua tình trạng không có điện trong khoảng thời gian cơn bão hoành hành. Tổng cộng tại Florida, có hai trường hợp chết đuối, hai con thuyền bị lật và thiệt hại là 40 triệu USD (USD 1998).
Khi là một xoáy thuận ngoại nhiệt đới, Mitch đã di chuyển qua những khu vực nằm cách phía tây Ireland và Vương quốc Anh. Tại Ireland, cơn bão gây ra gió giật với vận tốc 90 dặm/giờ (140 km/giờ) và những con sóng có độ cao 30 ft (9,1 m). Gió đã làm gãy đổ cây cối và hệ thống đường dây điện, khiến 30.000 hộ gia đình lâm vào tình cảnh mất điện. Tại quận Louth, một tài xế đã bị thương nặng do cây đổ xuống xe. Tại Dublin, gió mạnh đã làm tốc mái một tòa nhà và gây thiệt hại đến một số tòa nhà khác. Cơn bão cũng khiến các sân bay phải đóng cửa và dịch vụ phà bị tạm hoãn.

## Hậu bão

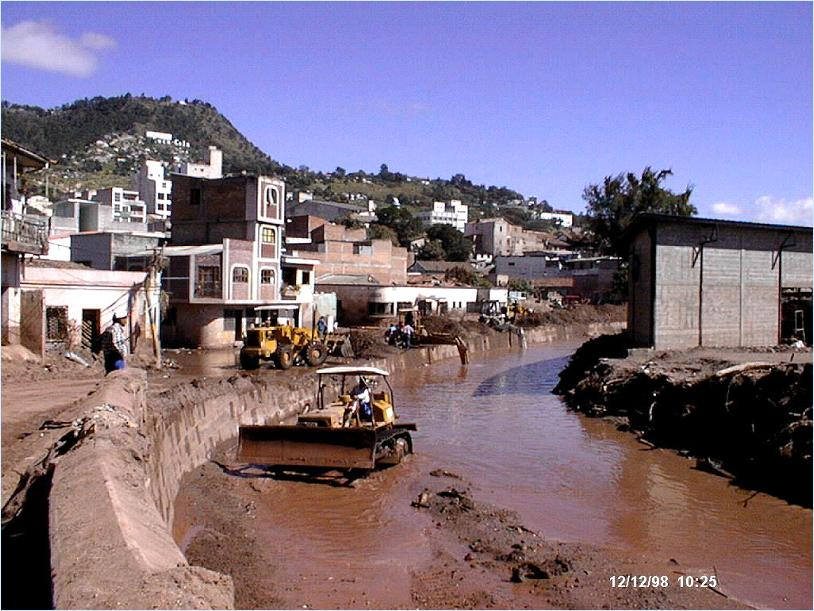
Tegucigalpa sau bão

Bởi hậu quả nghiêm trọng mà cơn bão gây ra tại Trung Mỹ và một vài địa điểm khác ở Bắc Mỹ, Tổ chức Khí tượng Thế giới đã khai tử tên bão Mitch vào mùa xuân năm 1999. Cái tên Mitch sẽ không bao giờ còn được dùng để đặt tên cho một cơn bão Đại Tây Dương. Thay thế cho Mitch là Matthew và tên này đã được sử dụng kể từ mùa bão Bắc Đại Tây Dương 2004.
Sau thảm họa do Mitch gây ra, các quốc gia trên thế giới đã quyên góp một khoản viện trợ đáng kể với tổng trị giá 6,3 tỷ USD (USD 1998). Ở khắp Trung Mỹ, khu vực đang trong quá trình hồi phục từ cuộc khủng hoảng kinh tế năm 1996, nguyện vọng của nhiều người là tiếp tục phát triển cơ sở hạ tầng và nền kinh tế. Thêm vào đó, sau khi chứng kiến hậu quả của cơn bão, chính phủ các nước bị ảnh hưởng đã có những động thái nhằm cố gắng ngăn chặn một thảm họa tương tự lặp lại trong tương lai.

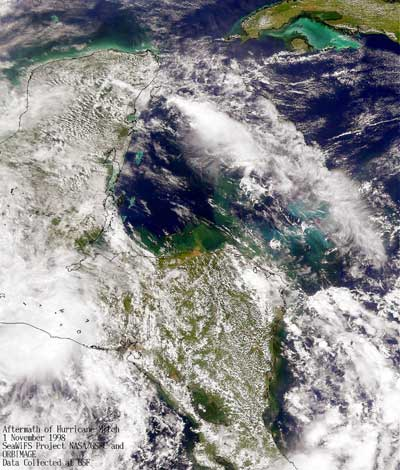
Trung Mỹ nhìn từ vệ tinh trong ngày 1 tháng 11 năm 1998, không lâu sau khi cơn bão đi qua

Hàng trăm ngàn người đã mất nhà cửa, tuy nhiên nhiều người đã coi đó như là cơ hội để xây dựng lại những căn nhà kiên cố hơn. Với một nền móng mới và có sự củng cố về mặt cấu trúc, các căn nhà được tái thiết kể để có thể đứng vững trước bão. Tuy nhiên, việc thiếu đi diện tích đất trồng trọt đã khiến nhiều người lâm vào cảnh thất nghiệp; và mức thu nhập vốn đã thấp nay còn giảm xuống thấp hơn.
Theo sau bão là các loại dịch bệnh bùng phát bao gồm tả, xoắn khuẩn vàng da, và sốt xuất huyết. Có hơn 2.328 trường hợp mắc tả được báo cáo, trong đó 34 người đã tử vong. Guatemala là quốc gia chịu ảnh hưởng nặng nhất từ các loại bệnh do vi khuẩn với đa phần các ca tử vong có nguyên nhân từ nước nhiễm mầm bệnh. Tại Nicaragua, 450 ca mắc xoắn khuẩn vàng da đã được báo cáo với 7 trong số đó tử vong. Cũng theo báo cáo đã có khoảng 1.357 ca mắc sốt xuất huyết, tuy nhiên không có trường hợp nào tử vong do căn bệnh này.
Trong quãng thời gian ít di chuyển trên vùng biển Tây Caribe, gió mạnh từ Mitch đã tạo ra những con sóng lớn gây thiệt hại đến các rạn san hô tại đây. Tiếp theo, lượng mưa khổng lồ cơn bão tạo ra đã dẫn tới tình trạng ô nhiễm với những mảnh rác vụn và lượng nước ngọt lớn, điều này gây ra những chứng bệnh cho san hô. Dù vậy, hiện tượng nước trồi do bão đã làm giảm nhiệt độ nước biển bề mặt, giúp ngăn các rạn san hô khỏi bị tẩy trắng và hủy hoại đáng kể.
Tổng thống Honduras thời điểm đó là Carlos Roberto Flores phát biểu rằng thảm họa Mitch đã hủy hoại 50 năm tiến trình phát triển của quốc gia này. Hàng triệu nạn nhân của bão tại Honduras đã nhận được những sự viện trợ lớn lao. Mexico đã nhanh tay giúp đỡ với 700 tấn lương thực, 11 tấn thuốc men, 4 máy bay cùng các nhân viên cứu hộ, và chó nghiệp vụ tìm kiếm. Cuba cũng đã gửi một đội ngũ các bác sĩ đến Honduras. Chính phủ Mỹ đề nghị đặt quân đội ở Honduras và rồi rút quân sau khi bão qua vài ngày. Ban đầu họ đề nghị gửi một khoản viện trợ ít ỏi có tổng trị giá chỉ là 2 triệu USD (USD 1998), điều này đã làm cho người dân cũng như tổng thống Honduras Carlos Roberto Flores cảm thấy sốc. Về sau Mỹ đã tăng số tiền viện trợ đề nghị lên thành 70 triệu USD (USD 1998). Chính quyền Honduras đã phân phối lương thực, nước sạch, dịch vụ y tế đến các nạn nhân của bão, trong đó có hơn 4 triệu người hiện đang thiếu nước sinh hoạt. Ban đầu đất nước này đã phải trải qua tình trạng thất nghiệp gia tăng mạnh, phần lớn do đất trồng trọt bị phá hủy. Tuy nhiên, quá trình tái xây dựng đã tạo việc làm cho người dân trong những năm tiếp theo. Ở Costa Rica, hoạt động tái thiết sau bão đã giúp làm tăng số lượng việc làm lên 5,9%, qua đó tương ứng giúp làm giảm nhẹ tỷ lệ thất nghiệp.